# Д'яченко Михайло Олександрович
Миха́йло Олекса́ндрович Д'яченко — полковник Збройних сил України.

## З життєпису
Станом на березень 2018 року — спеціаліст відділення комплектування, Бахмутський об'єднаний військовий комісаріат.

## Нагороди
2 серпня 2014 року — за особисту мужність і героїзм, виявлені у захисті державного суверенітету та територіальної цілісності України, вірність військовій присязі під час російсько-української війни, відзначений — нагороджений орденом Богдана Хмельницького III ступеня.